# Pirkmajer
Pirkmajer je priimek več znanih Slovencev:
- Aleksandra Pirkmajer Slokan (1950—2025), latinistka, anglistka
- Bojan Pirkmajer (1924—2014), zdravnik urolog
- Božo (Bogomir) Pirkmaier/Pirkmajer (1902—1979), kemik
- Darja Pirkmajer (*1953), arheologinja, muzealka
- Edo Pirkmajer (*1932), fizik in politik, jadralec
- Fedor Pirkmajer (1919—1996), pravnik, strokovnjak za zaščitne znamke, enolog
- Jelena Leskovar (Pirkmajer) (*196?), modna oblikovalka, stilistka (znamka Cliché), publicistka
- Katarina Pirkmajer-Dešman (*1957), arhitektka
- Marija Pirkmajer (1922—2020), filmska montažerka
- Marjeta Pirkmajer Kregar (1925—2015), arhitektka
- Milko Pirkmajer (1893—1977), gospodarstvenik, gradbeni inženir
- Milko Pirkmajer ml. (1924—2012), filatelist
- Otmar Pirkmajer (1888—1971), pravnik, politik in publicist, prvi rektor UNRRA univerze Svobodna Evropa v Münchnu
- Pavel Pirkmajer, politik ?
- Sergej Pirkmajer, biokemik
- Smiljan Pirkmajer (1920—1990), inženir
- Tom Pirkmajer (1954—2018), arhitekt